# Ausetans
Els ausetans (en llatí Ausetani) eren un poble iber del nord-est de la península Ibèrica. Fou citat per Rufus Fest Aviè, Plini el Vell i Titus Livi, entre altres fonts antigues. El seu territori limitava a l'est amb els laietans i els indígets, a ponent amb els lacetans i els ceretans, i al nord amb els mateixos ceretans i tal vegada amb els castel·lans i els olositans. La seva capital podria haver estat Ausa, que els donà nom i que també donà nom a la comarca d'Osona.

## Territori
El territori on vivien els ausetans abastava la plana de Vic amb les muntanyes que l'envolten (és a dir, l'actual comarca d'Osona) i part de la comarca de la Selva, i el massís de les Guilleries era la frontera amb el poble dels indígetes. Hom ha mesurat l'Ausetània en uns 2.000 km², i pel que fa al centre polític la historiografia bascula entre Ausa (que esdevindria després un nucli romà) i el turó del Montgròs.

## Història

### Segona Guerra púnica i conquesta romana
Durant la Segona Guerra Púnica, els ausetans van variar la seva posició entre cartaginesos i romans. Segons asseguren algunes fonts, l'exèrcit d'Hanníbal hauria sotmès diversos pobles ibèrics que se li oposaven, obligant-los a prendre partit pel bàndol cartaginès: els ilergets, els bargusis, els ausetans, els lacetans i els andosins. El cabdill dels ausetans, Amusic, va adherir el seu poble a l'aliança procartaginesa que englobava també els ilergetes (liderats per Indíbil) i els lacetans per lluitar contra Roma, però la coalició va fracassar en la batalla de Cissa l'any 218 aC. Aleshores, el general romà Gneu Corneli Escipió va castigar els ausetans assetjant i prenent la principal plaça forta, defensada pel mateix Amusic, el qual es va escapar fins a trobar la protecció de l'exèrcit cartaginès d'Àsdrubal. Tot i que caigué una important nevada, l'exèrcit i la maquinària militar romana van aconseguir la rendició dels ausetans, i Escipió els imposà una forta multa a pagar en plata. El 210 aC, Claudi Neró comandava una altra operació de càstig. I finalment, el 205 aC, en algun punt de l'Ausetània, es produí la batalla en què va morir Indíbil: entre per una banda els ilergetes, ausetans i lacetans i, per l'altra, les tropes romanes comandades pels generals Lèntul i Manli.
La guerra entre Cartago i Roma es va acabar el 201 aC, i aleshores començà la progressiva ocupació romana que pretenia sotmetre els pobles ibers. Entre el 197 aC i el 195 aC, diversos pobles ibers al llarg de la costa mediterrània es revoltaren contra Roma, entre els quals hi havia altre cop els ausetans, els lacetans i els bergistans (però no els ilergetes) i que va acabar amb una massiva derrota de l'heterogènia coalició en la batalla d'Empúries, el 195 aC.
Naturalment, els ausetans no desaparegueren com a poble en aquest instant, però a partir de llavors el procés d'aculturació i romanització va anar desestructurant llur unitat política i els va anar assimilant a la cultura romana. De fet, fou al llarg del segle ii aC que els diversos pobles ibèrics encunyaren abundantment llurs monedes (amb les llegendes laiesken, auśesken, untikesken...), en part per la necessitat de pagar les quantioses càrregues fiscals que els imposava Roma (en canvi, en ser innecessària, la presència de la moneda romana en territori ibèric en aquesta època fou més aviat minsa).

## Jaciments
Les excavacions arqueològiques mostren que els ausetans conservaven una forta identitat de la cultura anterior als camps d'urnes i que després s'iberitzaren lleugerament.
Una altra característica era la seva ceràmica sense cap mena de decoració pintada.

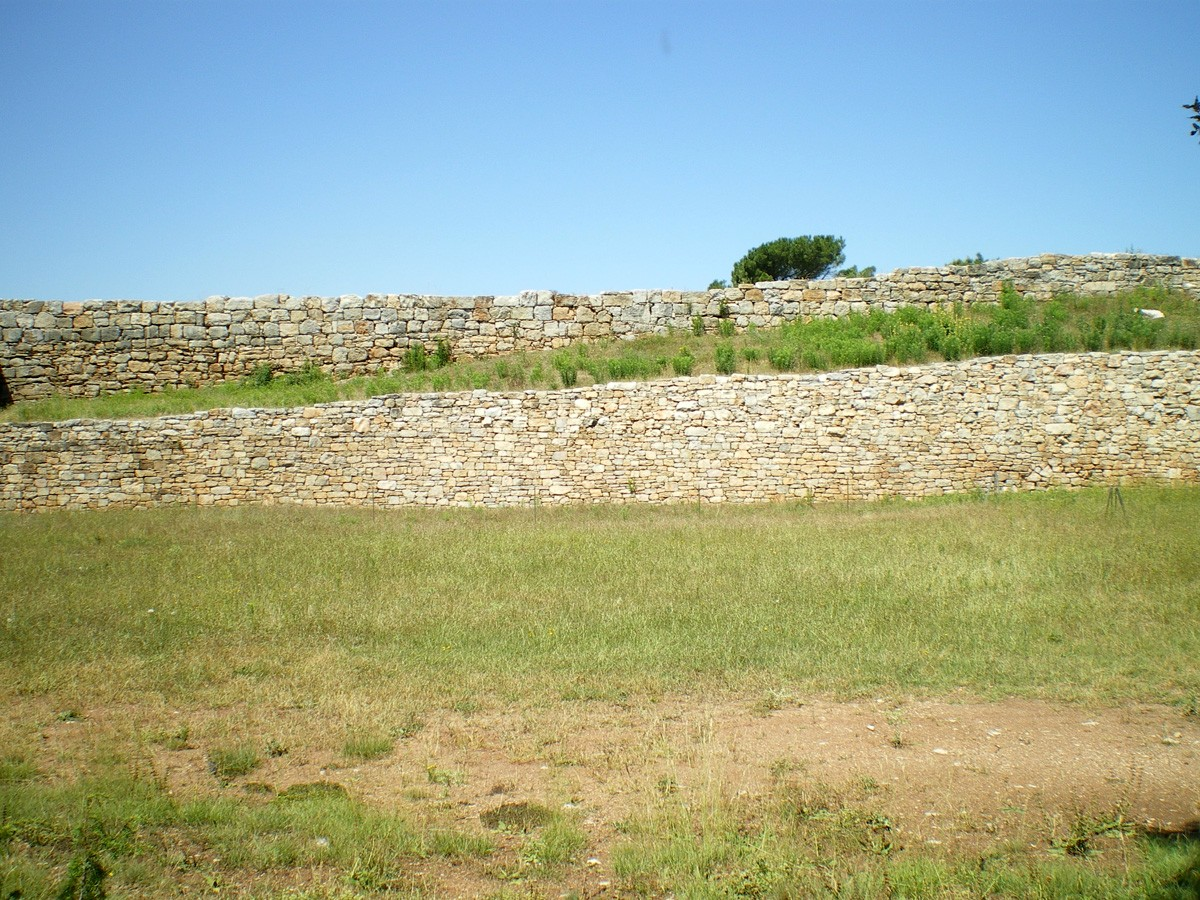
Muralles al turó de Montgròs, una de les places més importants dels ausetans

Els principals jaciments ausetans són els següents:
- Can Caseta. S'hi han trobat plats, olles i altres vasos.
- Muralles de Montgròs (terme municipal del Brull).[1] Oppidum, restes d'una fortificació.
- Casol de Puigcastellet (Folgueroles).[1] Restes d'un conjunt arquitectònic fortificat, que és un dels primers enlairaments importants.
- L'Esquerda (Roda de Ter). Restes d'un poblat fortificat (alguns dels materials arquitectònics recuperats es troben al Museu Arqueològic de l'Esquerda). També hi ha restes medievals.[13]
- El Camp de les Lloses (Tona): necròpoli ibèrica on s'inhumaven els morts (en comptes d'incinerar-los, com era el costum majoritari dels ibers),[1] on posteriorment s'hi va construir un vicus romà de caràcter militar entre el 120 aC i el 80 aC, molt vinculat a la via romana establerta per Mani Sergi.[14] Disposa d'un centre d'interpretació.
- Sant Vicenç de Malla: on hi ha un monument funerari.[1]

## Numismàtica ausetana

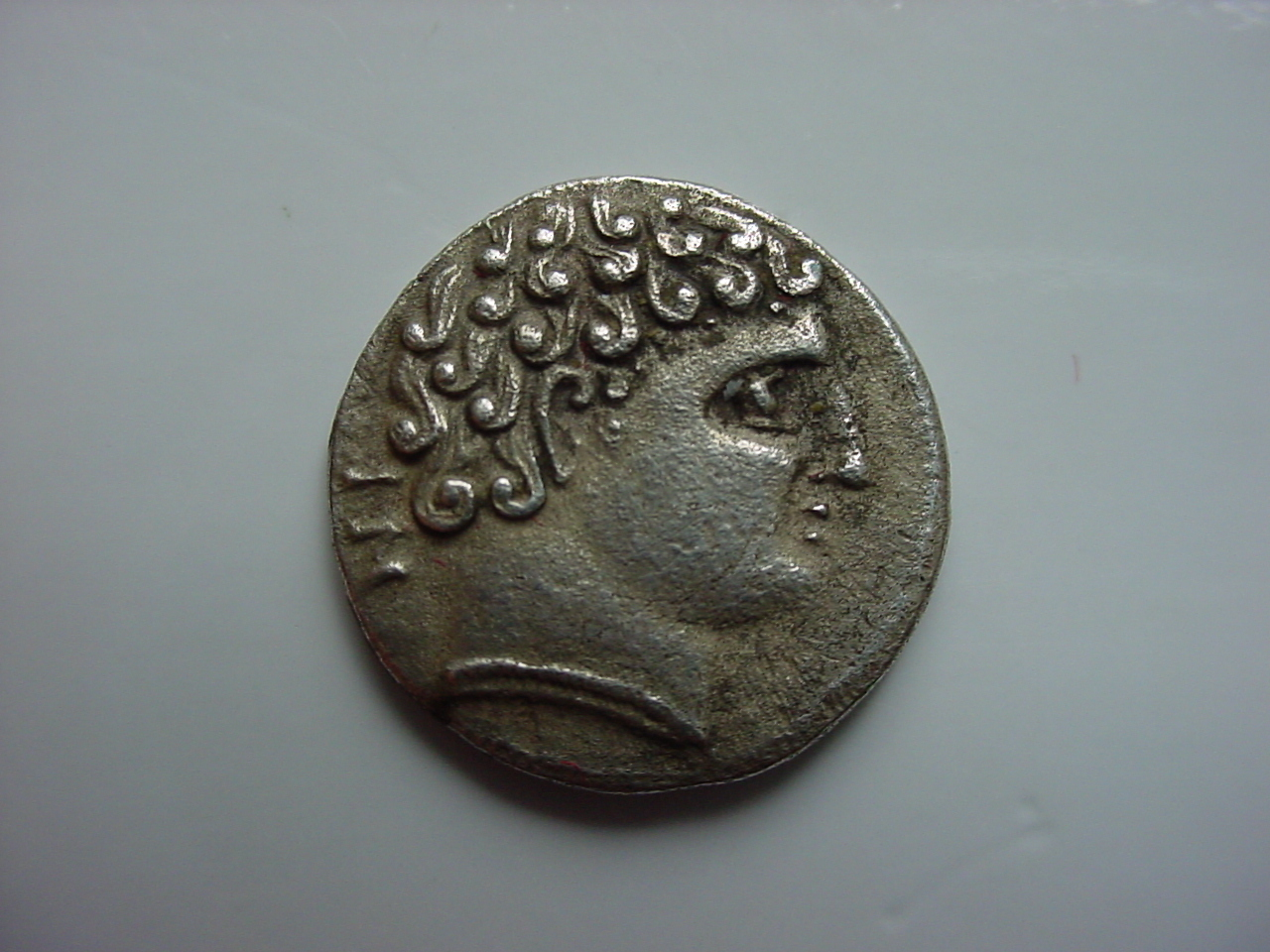
Anvers d'un denari de plata ausetà

Els ausetans van encunyar moneda amb la llegenda de l'ètnic auśesken juntament amb altres monedes amb la llegenda Euśti o Euśtibaikula en escriptura ibèrica nord-oriental: "moneda] dels ausetans" o "dels d'Ausa". Van emetre monedes de plata (denaris) i de bronze, (asos, semis, quadrants i sextants), de la seca d'Eustibaicula. A l'anvers, solien portar un cap viril i el símbol del porc senglar, mentre que al revers apareixia un genet amb palma a les unitats, que ara forma part de l'escut d'Osona, un cavall al galop a les meitats, mig pegàs als quarts i un dofí als sisens.